# ᵚ
Cette page contient des caractères spéciaux ou non latins. S’ils s’affichent mal (▯, ?, etc.), consultez la page d’aide Unicode.
ᵚ, appelée m culbuté en exposant, m culbuté supérieur ou lettre modificative m culbuté, est un symbole de l’alphabet phonétique international. Il est formé de la lettre latine m culbuté mise en exposant.

## Utilisation
Le m culbuté en exposant est utilisé dans l’alphabet phonétique ouralien, notamment par Toivo Lehtisalo.
Avant 1989, le m culbuté en exposant ‹ ᵚ › a été utilisé après le symbole d’une consonne pour indiquer l’articulation secondaire vélarisée,,,. Depuis 1989, l’alphabet phonétique international utilise le gamma en exposant ‹ ˠ › pour indiquer la vélarisation, par exemple [tˠ] au lieu de [tᵚ].
Le m culbuté est aussi utilisé dans certaines transcriptions basées sur l’alphabet phonétique international pour indiquer que la prononciation d’une voyelle qui le précède tend vers une voyelle fermée postérieure non arrondie [ɯ].
Dans certaines variantes de l’alphabet phonétique international non standard, le m culbuté en exposant est utilisé pour représenter des diphtongues. En 1968, Thomas Gay recommande d’utiliser le symbole en exposant pour la deuxième partie mineure des diphtongues.

## Représentations informatiques
La lettre modificative m culbuté peut être représenté avec les caractères Unicode suivants (Extensions phonétiques) :
| formes       | représentations | chaînes de caractères | points de code | descriptions                            | note                            |
| ------------ | --------------- | --------------------- | -------------- | --------------------------------------- | ------------------------------- |
| modificative | ᵚ               | ᵚ                     | U+1D5A         | lettre modificative minuscule m culbuté | codé pour le symbole phonétique |